# Félix de Roma
Félix de Roma, fue un mártir cristiano, venerado como santo por la Iglesia católica. No se sabe nada de su vida. 
Solo se sabe el nombre, que fue martirizado en Roma, seguramente en las persecuciones de finales del siglo III o comienzos del siglo IV, y que fue enterrado en el cementerio de la Vía Portuensis, que toma su nombre. 
Fue confundido con el antipapa Félix II, que fue celebrado el 29 de julio como santo y que había hecho construir una iglesia en la Vía Aurelia. Las ediciones recientes del martirologio subsanan este error e indican: 

En Roma, en el tercer miliario de la vía Portuense, en el cementerio dedicado a su nombre, san Félix, mártir.

En este cementerio, "Cymiterium ad Sanctum Felicem via Portuensi", había unas catacumbas que eran conocidas con el nombre de "Grottoni" y se perdieron antes del siglo XX. Un poema del papa Dámaso I (366-384) cita el cementerio y un sepulcro de San Félix, decorado con pinturas.